# ГЕС Jiǎyán
ГЕС Jiǎyán (甲岩水电站) — гідроелектростанція на півдні Китаю у провінції Юньнань. Знаходячись після ГЕС Lǔjīchǎng, становить сьомий і останній ступінь каскаду на річці Пуду – нижній ланці гідрографічної системи, яка дренує озеро Dianchi та приєднується праворуч до Цзіньша (верхня течія Янцзи).
В межах проекту річку перекрили кам’яно-накидною греблею із бетонним облицюванням висотою 144 метри, довжиною 406 метрів та товщиною по основі 454 метри. Вона утримує водосховище з об’ємом 185 млн м3, в якому припустиме коливання рівня поверхні у операційному режимі між позначками 968 та 998 метрів НРМ (під час повені до 1004 метра НРМ).
Зі сховища під лівобережним масивом прокладений дериваційний тунель довжиною 5,4 км з діаметром 8 метрів, котрий подає воду до спорудженого на березі Пуду наземного машинного залу. Основне обладнання станції становлять три турбіни потужністю по 80 МВт, які при напорі у 150 метрів забезпечують виробництво 1,1 млрд кВт-год електроенергії на рік.